# ピーター・ドイル
ピーター・ドイル（Peter Doyle、1951年 - ）は、オーストラリアの推理作家、ノンフィクション作家、マッコーリー大学講師。男性。
シドニー東部の郊外で育つ。タクシー運転手、教師、ミュージシャンなどを経て、1996年に長編スラップスティック・ミステリ『有り金をぶちこめ』でデビュー。翌年、この作品でオーストラリア推理作家協会が主催するネッド・ケリー賞の最優秀新人賞を受賞した。シリーズ第2作の"Amaze Your Friends"はネッド・ケリー賞の最優秀長編賞を受賞している。2010年にはオーストラリア推理作家協会から功労賞が授与された。
シドニー犯罪博物館（Justice & Police Museum）で行われた「Crimes of Passion」展（2002年-2003年）と「City of Shadows: inner city crime and mayhem, 1912-1948」展（2005年11月-2007年2月）のキュレーターも務めた。

## 日本語訳作品
- 有り金をぶちこめ （訳：佐藤耕士、2002年12月、文藝春秋 文春文庫、ISBN 9784167661229）（Get Rich Quick (1996)）
  - 1997年、オーストラリア推理作家協会主催のネッド・ケリー賞最優秀新人賞受賞

## 著作リスト
英語で執筆。
- 小説
  - Get Rich Quick (1996) （有り金をぶちこめ）
  - Amaze Your Friends (1998)
  - The Devil's Jump (2001)
- ノンフィクション
  - Echo and reverb: fabricating space in popular music recording, 1900-1960 (2005)
  - City of Shadows: Sydney Police Photographs, 1912-1948 (2005)
  - Crooks like us (2009)